# Club athlétique Lormont Hauts de Garonne
Actualités
Le Club athlétique Lormont Hauts de Garonne rugby est un club français de rugby à XV, situé à Lormont, sur la rive droite de la métropole bordelaise en Gironde.
Son équipe masculine première évolue en Fédérale 2 pour la saison 2023-2024.

## Histoire

### Prémices du rugby à Lormont et Cenon
Le Club athlétique lormontais est créé le 27 mars 1924.
La section rugby de l'Union sportive Cenon rive droite est quant à elle formée en 1963, un an après la création du club omnisports le 14 mai 1962,.

### Création du club en 1995
En 1995, les clubs du Club athlétique lormontais et de l'Union sportive Cenon rive droite fusionnent pour donner naissance au Club athlétique Lormont Cenon rive droite. Il prend ensuite son nom définitif : Club athlétique Lormont Hauts de Garonne rugby.

## Palmarès
- 1998 : Vice-champion de France Fédérale 2B[6]
- 1999 : Vice-champion de France Fédérale 2 et accession à la Fédérale 1[6]
- 2010 : Champion de France juniors Balandrade[7],[8]

## Personnalités du club

### Présidents
- ?-2014 :  Jean-Louis Couturier
- 2014-2017 :  Dominique Dané
- 2017- :  Michel Garmendia

### Entraineurs
- 2008-2014 :  Fabrice Nivard &  Alexandre Pérès
- 2014-2015 :  Florent Torregaray &  Grégoire Yachvili
- 2015-2016 :  Sébastien Cergnul &  Vincent Forgues
- 2015-2016 :  Julien Méret &  Vincent Violle
- 2016-2017 :  Julien Méret &  Vincent Forgues
- 2017- :  Julien Dourthe &  Vincent Forgues

### Joueurs emblématiques
- Vincent Forgues
- Laurent Ferrères
- Grégoire Yachvili
- Franck Labbe
- Ricky Davies
- Langi Peters
- Julian Vulakoro